# Діабетична стопа
Діабетична стопа — збірне клінічне поняття, яке є симптоматичним комплексом, що виникає безпосередньо від цукрового діабету або будь-якого тривалого (або «хронічного») ускладнення цукрового діабету на стопі (стопах) пацієнта.
Нейропатія при цукровому діабеті (діабетична нейропатія) призводить до порушення больової та температурної чутливості. Як наслідок, при будь-якій, навіть незначній, травмі може виникнути складний і тривалий паталогічний процес ушкодження тканини, на який організм не взмозі адекватно відреагувати на «тканинному рівні».

## Класифікація
За переважаючим клінічним проявом ураження:
- Нейропатична
- Ішемічна
- Остеопатична (стопа Шарко)

## Клінічні прояви
Найчастішим симпотом діабетичної стопи є поява некрозу у вигляді виразки, чи рани, які вкрай повільно загоюються. У зв'язку з порушеним кровопостачання, такі виразки або рани інфікуються банальними збудниками.

## Профілактика
«Status quo» заходом є систематичний контроль «цукру крові» пацієнта та корекція відповідними ліками та їх дозами.
Уникнення травм стоп, у тому числі термічного ушкодження — переохолодження чи перегрівання. Дотримання гігієни ніг.

## Лікування
Лікування діабетичної стопи є складним, комплексним і тривалим. 
Можливе застосування ортопедичних пристроїв, введення різними шляхами антимікробних препаратів, місцеві пов'язки відповідно до фазовості процесу. 
Одним із препаратів, які застосовуються для лікування, є трафермін[джерело?]